# Ctenopoma ashbysmithi
Ctenopoma ashbysmithi är en fiskart som beskrevs av John Banister och Bailey, 1979. Ctenopoma ashbysmithi ingår i släktet Ctenopoma och familjen Anabantidae. IUCN kategoriserar arten globalt som otillräckligt studerad. Inga underarter finns listade i Catalogue of Life.